# Arrondissement Dinan
Arrondissement Dinan je francouzský arrondissement ležící v departementu Côtes-d'Armor v regionu Bretaň. Člení se dále na 12 kantonů a 101 obcí.

## Kantony
- Broons
- Caulnes
- Collinée
- Dinan-Est
- Dinan-Ouest
- Évran
- Jugon-les-Lacs
- Matignon
- Merdrignac
- Plancoët
- Plélan-le-Petit
- Ploubalay